# Trogodiplosis flexuosa
Trogodiplosis flexuosa är en tvåvingeart som beskrevs av Gagne 1985. Trogodiplosis flexuosa ingår i släktet Trogodiplosis och familjen gallmyggor. Inga underarter finns listade i Catalogue of Life.